# Скарафоне II (Фрозиноне)
Скарафоне II је насеље у Италији у округу Фрозиноне, региону Лацио.
Према процени из 2011. у насељу је живело 24 становника. Насеље се налази на надморској висини од 189 м.